# Djurgårdens IF herrfotboll 1920
Djurgårdens IF Fotboll, säsongen 1920. Denna säsong tog Djurgården sitt fjärde SM-guld efter finalseger mot IK Sleipner. Detta SM-guld var det sista som laget tog då svenska mästerskapen i fotboll avgjordes i cupform.

## Mästartrupp
Mästarlaget: Frithiof Rudén, Bertil Nordenskjöld, Einar Hemming, Albert Öijermark, Ragnar Wicksell, Karl Gustafsson, Gottfrid Johansson, Sten Söderberg, Harry Sundberg, Carl Fagerberg och Karl Karlstrand.

## Matcher
| Omgång       | Datum               | Motståndare     | H/B | Resultat | Målskyttar            | Domare                    | Publik | Arena              |
| ------------ | ------------------- | --------------- | --- | -------- | --------------------- | ------------------------- | ------ | ------------------ |
| Kvalomgång 1 | Onsdag 30 juni      | IF Swithiod     | H   | 5-0      | ?                     | ?                         | ?      | ?, Stockholm       |
| Slutomgång   | Fredag 13 augusti   | Mariebergs IK   | H   | 5-1      | ?                     | ?                         | ?      | ?, Stockholm       |
| Kvartsfinal  | Söndag 19 september | Helsingborgs IF | B   | 2-1      | ?                     | ?                         | ?      | ?, Helsingborg     |
| Semifinal    | Söndag 17 oktober   | IFK Göteborg    | H   | 1-0      | ?                     | ?                         | ?      | ?, Stockholm       |
| Final        | Söndag 24 oktober   | IK Sleipner     | H   | 1-0      | Sundberg 30' (straff) | David Andersson, Göteborg | 8 000  | Stockholms Stadion |